# Douglas TB2D Skypirate
El Douglas TB2D Skypirate (también conocido como Devastator II) fue un avión torpedero destinado a prestar servicio en los portaaviones de las clases Midway y Essex de la Armada de los Estados Unidos, ya que su gran tamaño no le permitía operar desde las cubiertas de los portaaviones anteriores. Se completaron dos prototipos, pero el avión torpedero se estaba convirtiendo en un concepto anticuado y con el fin de la Segunda Guerra Mundial, el modelo fue considerado innecesario, por lo que el proyecto se canceló.

## Desarrollo y diseño
En 1939, Ed Heinemann y Bob Donovan, diseñadores de Douglas, comenzaron a trabajar en la Propuesta VTB, destinada a reemplazar al bombardero torpedero TBD Devastator. En 1942, el equipo liderado por Heinemann y Donovan comenzaron un nuevo proyecto llamado "Devastator II". El 31 de octubre de 1943, justo cuatro días después de que los portaaviones de la nueva clase Midway fueron ordenados para su producción, Douglas recibió un contrato por dos prototipos, designados TB2D, recibiendo el nombre oficial de Skypirate.
El TB2D fue equipado con un motor Pratt & Whitney R-4360, que impulsaba dos hélices contrarrotativas. Cuatro torpedos podían ser montados bajo el fuselaje, o una carga equivalente de bombas. Su armamento defensivo consistía en dos cañones de 20 mm en las alas y dos ametralladoras de 12,7 mm montadas en una torreta dorsal.
Demasiado grande para ser un avión monomotor, el TB2D habría sido el avión embarcado más grande de su época. Podía llevar cuatro veces la carga de armas del Grumman TBF Avenger y era más grande, más pesado y más rápido que un B-25 Mitchell. Con sólo un apoyo limitado de la Armada estadounidense, y enfrentándose a una recomendación de cancelación del 20 de mayo de 1944, debido a que el avión había sido diseñado sólo para ser utilizado en los portaaviones CVB y CV9, el proyecto TB2D estuvo en peligro ya desde las etapas de diseño y construcción de maquetas.

## Operadores
Estados Unidos
- Armada de los Estados Unidos

## Historia operacional

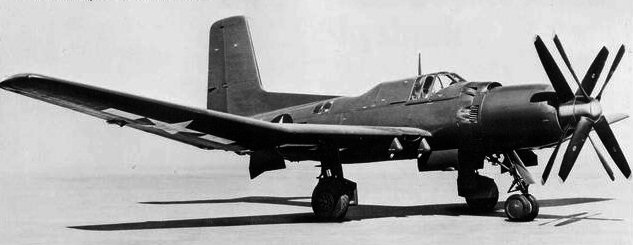
El XTB2D-1 mostrando sus hélices contrarrotativas.

Dos prototipos del Skypirate, BuNo 36933 y 36934, estuvieron listos para las pruebas de vuelo en 1945, volando el primer XTB2D-1 el 13 de marzo de ese año. El segundo ejemplar tenía la longitud del fuselaje incrementada en 58 cm, y voló más tarde en el verano del mismo año. Ambos prototipos fueron probados en vuelo sin armamento. A pesar de que las pruebas de vuelo se produjeron según el calendario previsto, el colapso de las fuerzas japonesas en el Pacífico, junto con el retraso de la clase Midway, eliminaron la necesidad del modelo, y los 23 aviones de preproducción ordenados, fueron cancelados. Las pruebas de vuelo fueron suspendidas y los dos prototipos fueron desguazados en 1948.

## Especificaciones

### Características generales
- Tripulación: 3
- Longitud: 14,02 m
- Envergadura: 21,34 m
- Altura: 6,88 m
- Superficie alar: 56,2 m²
- Peso vacío: 8348 kg
- Peso cargado: 12 948 kg
- Peso máximo al despegue: 15 767 kg
- Planta motriz: 1× radial de 28 cilindros refrigerado por aire Pratt & Whitney R-4360-8 Wasp Major.
  - Potencia: 2237 kW (3000 HP; 3042 CV)
- Hélices: 2× hélices contrarrotativas por motor.

### Rendimiento
- Velocidad nunca excedida (Vne): 546 km/h
- Velocidad máxima operativa (Vno): 547 km/h
- Velocidad crucero (Vc): 270 km/h
- Alcance: 2013 km
- Techo de vuelo: 24 500
- Régimen de ascenso: 7,2 m/s (1390 pies/min)

### Armamento
- Ametralladoras: 

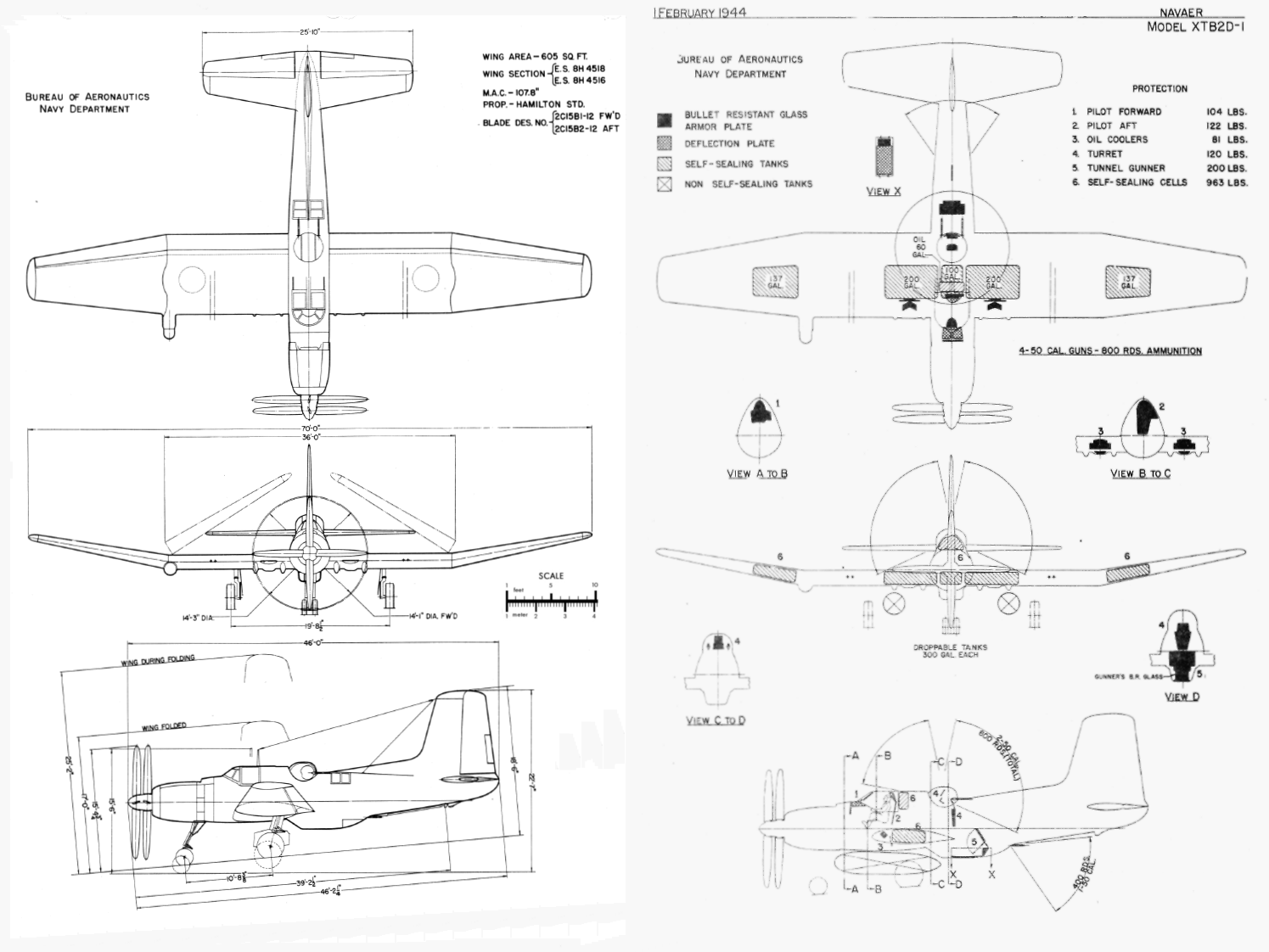
Dibujos esquemáticos del XTB2D.

  - 4x ametralladoras de 12,7 mm, montadas en las alas.
  - 2x ametralladoras 12,7 mm, en una torreta dorsal.
  - 1x ametralladora de 12,7 mm, en una barquilla ventral.
- Bombas: Diversos tipos de bombas.
- Otros: Diversos tipos de torpedos.

### Aeronaves similares
- TBF Avenger
- Curtiss XBTC
- Martin AM Mauler
- A-1 Skyraider
- Blackburn Firebrand

### Secuencias de designación
- Secuencia TB_D (Bombarderos-torpederos de la Armada estadounidense, 1935-1946 (Douglas, 1922-1962)): TBD - TB2D

### Listas relacionadas
- Anexo:Aeronaves militares de los Estados Unidos (navales)